# ترواندی
ترواندی (به لاتین: Tõrvandi) یک سکونتگاه مسکونی در استونی است که در شهرستان تارتو واقع شده‌است.

## خصوصیات
ترواندی ۱٬۶۵۵ نفر جمعیت دارد.